# Liste des épisodes de Doctor Who non réalisés
 (octobre 2018).
Si vous disposez d'ouvrages ou d'articles de référence ou si vous connaissez des sites web de qualité traitant du thème abordé ici, merci de compléter l'article en donnant les références utiles à sa vérifiabilité et en les liant à la section « Notes et références ».
Au cours de la longue histoire de Doctor Who, une série britannique de science-fiction produite par la BBC, un certain nombre d'histoires a été proposé mais, pour diverses raisons, ces histoires n'ont jamais vu le jour sur nos écrans. Ci-dessous, une liste des épisodes de Doctor Who qui n'ont jamais été réalisés, qui ont été soumis à la BBC, qui comptait produire ces épisodes, ce qui n'est finalement jamais arrivé. La grande majorité de ces épisodes a fait l'objet d'articles dans le Doctor Who Magazine, ou encore dans d'autres périodiques ou livres liés à la série.
On peut trouver de tels épisodes pour les onze premiers Docteurs (sans compter le Docteur de la guerre, incarné par John Hurt). Les raisons ayant conduit à la non-réalisation de ces épisodes sont variées : grève (Shada), mort d'un acteur (The Final Game, annulé après la mort de Roger Delgado, qui jouait le Maître) ou encore la mise en hiatus de la série en 1985, puis en 1989 (résultant en la suppression des épisodes initialement prévus).
Les scénarios de ces épisodes varient également : le thème d'une civilisation où les femmes occupaient un rôle plus important que les hommes a été proposé pour The Hidden Planet et The Prison in Space. Dans d'autres cas, des éléments d'épisodes jamais réalisés ont été adaptés ou repris dans d'autres épisodes. D'autres histoires ont aussi été adaptées en épisodes sous format audio par Big Finish Productions.

## Premier Docteur (1963 - 1966)

### Proposés pour la saison 1
- Nothing at the End of the Line/The Giants
- The Masters of Luxor
- Britain 408 AD
- The Hidden Planet
- The Red Fort
- Farewell Great Macedon
- The Fragile Yellow Arc of Flagrance
- The Living World

#### The Masters of Luxor
The Masters of Luxor (Les Maîtres de Louxor), à l'origine nommée The Robots (Les Robots) est une histoire en six parties proposée, mais jamais produite, par Anthony Coburn pour la première saison, dans laquelle un robot conscient de sa condition est à la recherche d'une âme. L'histoire a été rejetée par la production à la mi-septembre 1963 au profit du premier serial sur les Daleks de Terry Nation. Cet épisode a été adapté en 2012 par Nigel Robinson pour la gamme The Lost Stories chez Big Finish.

#### Farewell Great Macedon
Farewell Great Macedon (Adieu Grand Macédonien) -aussi nommé Alexander the Great (Alexandre le Grand) au début de son écriture- est une histoire en six parties proposée pour la saison 1, écrite par Moris Farhi. Dans cette histoire, le Docteur et ses compagnons se retrouve en plein milieu d'une conspiration visant à tuer Alexandre le Grand et sont accusés à tort de meurtre. Ils devront passer un certain nombre d'épreuves, marcher sur des charbons ardents par exemple, afin de gagner la confiance de son garde du corps Ptolémée. Le scénario fut publié par Nothing at the End of the Lane en octobre 2009. Il fut adapté en novembre 2010 par Nigel Robinson pour la gamme The Lost Stories chez Big Finish.

### Proposé pour la saison 2
- The Dark Planet

### Proposés pour la saison 3
- The Face of God
- The Hands of Aten
- The New Armada
- The Space Trap
- The White Witch
- Épisode sans titre (Lucarotti)
- Épisode sans titre (Lucarotti 2)

### Proposés pour la saison 4
- The Clock
- The Evil Eye
- The Hearsay Machine
- The Heavy Scent of Violence
- The Herdsmen of Aquarius
- The Hounds of Time
- The Man from the Met
- The Nazis
- The Ocean Liner
- The People Who Couldn't Remember

### Autres histoires envisagées pour le Premier Docteur
- The Son of Doctor Who
- Episode Sans Titre sur la Guerre de Sécession
- Episode Sans Titre sur L'Egypte
- Episode Sans Titre dans la veine de La Révolte des Triffides

## Deuxième Docteur (1966-1969)

### Proposés pour la saison 4
- The Ants
- Bar Kochbar
- The Big Store
- The Imps
- The Mutant
- The New Machines
- The Return of the Neanderthal
- The Sleepwalkers
- Twin World
- Épisode sans titre (Dixon)
- Épisode sans titre (Letts)

### Proposés pour la saison 5
- The King's Bedtime Story
- Operation Werewolf
- The Queen of Time

### Proposés pour la saison 6
- The Alien in the Blood
- The Dreamspinner
- The Eye in Space
- The Harvesters
- The Impersonators
- The Laird of McCrimmon
- The Lords of the Red Planet
- The Prison in Space

The Prison in Space (La Prison Spatiale), de Dick Sharples, nommé à l'origine The Amazons (Les Amazones), fut la deuxième tentative de proposer l'idée d'une planète dominée par les femmes, après The Hidden Planet (La Planète cachée). Le Docteur et Jamie y auraient été emprisonnés, tandis que Zoe y aurait lancé une révolution sexuelle avant qu'on ne lui lave le cerveau. Le sérial en quatre parties a été commandé le 4 juin 1968 et aurait introduit plus d'humour dans la série. On y aurait vu Jamie se travestir et sortir Zoe de son lavage de cerveau d'une tape sur le derrière. Le serial avait été réécrit afin de répondre à la demande de Frazer Hines de quitter la série en introduisant un nouveau compagnon nommé Nik, puis une fois encore après qu'il a décidé de rester. Les scénari des deux premiers épisodes furent rendus le 27 aout 1968. La production ne fut pas satisfaite du sérial, et après que Sharples eut refusé d'effectuer plus de réécritures, l'histoire fut abandonnée. Le sérial a été remplacé par The Krotons. Cette histoire fut adaptée plus tard par Simon Guerrier pour Big Finish, au sein de la gamme Lost Stories, en décembre 2010. En 2011, le scénario illustré fut publié par Nothing at the End of the Lane.[réf. souhaitée]
- The Rosemariners
- The Stones of Darkness
- Épisode sans titre (Ling)
- Épisode sans titre (Sherwin)

## Troisième Docteur (1970 - 1974)

### Proposés pour la saison 7
- The Circles of Power
- The Mists of Madness
- The Shadow People
- Épisode sans titre (Ray)

### Proposés pour la saison 8
- The Cereboids
- The Space War
- The Hollow Men
- The Spare-Part People
- Épisode sans titre (Camfield)
- Épisode sans titre (Worth)

### Proposés pour la saison 9
- The Brain-Dead
- The Daleks in London
- The Mega
- The Shape of Terror

### Proposés pour la saison 10
- Deathworld
- Multiface

### Proposés pour la saison 11
- The Automata
- The Final Game

## Quatrième Docteur (1974 - 1981)

### Proposés pour la saison 12
- Space Station
- The Ark in Space (Lucarotti)
- The Sea of Fear
- Épisode sans titre (Adams)

### Proposés pour la saison 13
- The Angarath
- The Beasts of Manzic
- The Eyes of the Nemesis
- Fires of the Starmind
- The Haunting
- The Menday Fault
- The Nightmare Planet
- The Prisoner of Time
- Pyramids of Mars (Greifer)
- Return to Sukannan
- The Silent Scream

### Proposés pour la saison 14
- The Gaslight Murders
- The Foe from the Future
- The Dreamers of Phados
- The Lost Legion
- The Mentor Conspiracy

### Proposés pour la saison 15
- Killers of the Dark
- The Divided
- The Krikkitmen
- Épisode sans titre (Holmes)

### Proposés pour la saison 16
- Shield of Zareg
- Épisode sans titre (Boucher)

### Proposés pour la saison 17
- Shada
- Child Prodigy
- The Doomsday Contract
- Erinella
- The Secret of Cassius
- The Tearing of the Veil
- Valley of the Lost
- Épisode sans titre (Adams)
- Épisode sans titre (Miles et Wagner)

#### Shada
Shada est un serial en six épisodes écrit par Douglas Adams qui aurait dû servir de conclusion à la saison 17 en 1980. Le tournage de l'épisode fut interrompu en raison d'une grève et n'a jamais repris, bien qu'une reconstruction, sortis en 1992 en VHS, ait été faite à partir des scènes filmées additionnée à des passages de narration. L'épisode fut ensuite adapté en audiosode en 2003 par Big Finish avec le Huitième Docteur interprété par Paul McGann. De son côté, Adams a réutilisé certains éléments de son scénario dans Un cheval dans la salle de bain, premier roman de la série Dirk Gently. L'histoire fut novélisée par Gareth Roberts en 2012 et l'épisode fut complété par de l'animation en 2017, les acteurs originaux revenants prêter leur voix aux personnages.

### Proposés pour la saison 18
- The Castle of Doom
- The Dogs of Darkness
- Farer Nohan
- Into the Comet
- Invasion of the Veridians
- Mark of Lumos
- Mouth of Grath
- The Psychonauts
- Romanoids
- Sealed Orders
- Soldar and the Plastoids
- Song of the Space Whale
- Épisode sans titre (Brosnan)

## Cinquième Docteur (1982 - 1984)

### Proposés pour la saison 19
- The Enemy Within
- Genesis of the Cybermen
- Hebos
- Project Zeta Sigma
- The Psychrons
- The Torson Triumvirate

### Proposés pour la saison 20
- Parasites
- Way Down Younder

### Proposés pour les 20 ans de la série
- The Six Doctors

### Proposés pour la saison 21
- Children of Seth
- Circus of Destiny
- The Darkness
- The Dark Samurai
- The Elite
- Ghost Planet
- Hex
- The House That Ur-Cjak Built
- The Metraki
- Nightmare Country
- The Place Where All Times Meet
- Poison
- The Rogue TARDIS
- The SCI
- The Underworld
- Warmongers
- The Zeldan

## Sixième Docteur (1984 - 1986)

### Proposés pour la saison 22
- Cat's Cradle
- The First Sontarans
- The Guardians of Prophecy
- Leviathan
- The Macros
- Volvok

### Proposés pour la saison 23 originelle
- The Nightmare Fair
- The Ultimate Evil
- Mission to Magnus
- Yellow Fever and How to Cure It
- In the Hollows of Time
- The Children of January
- Dark Labyrinth
- Doomwraiths
- Flipback
- Gallifrey
- Iceberg
- League of the Tancreds
- Meltdown
- Point of Entry
- Space Sargasso
- Valley of Shadows

### Proposés pourThe Trial of a Time Lord
- Attack from the Mind
- The Second Coming
- Pinacotheca
- Paradise Five
- Time Inc

## Septième Docteur (1987 - 1989)

### Proposés pour la saison 25
- Knight Fall

### Proposés pour la saison 26
- Alixion
- Avatar
- Illegal Alien
- Lungbarrow
- Shrine

### Proposés pour la saison 27
- Earth Aid
- Thin Ice
- Crime of the Century
- Animal
- Hostage
- Night Thoughts
- A School for Glory

#### Thin Ice
A ne pas confondre avec l'épisode écrit par Sarah Dollard dans la saison 10,cet épisode fut novellisé par Marc Platt,il devait voir le retour des ice warriors en tant que antagoniste et devait servir de départ d'Ace,où elle ira à Gallifrey pour devenir une time lady. 

## Neuvième Docteur (2005)
- Histoire se passant à Pompéi

## Dixième Docteur (2006 - 2010)
- Century House
- The Suicide Exhibition
- A Midwinter's Tale
- Ultime épisode spécial de David Tennant

## Onzième Docteur (2010 - 2013)

### Death to the Doctor
Littéralement « Mort au Docteur ! », cet épisode, écrit par Gareth Roberts, puis remplacé plus tard par Le Colocataire, devait se concentrer sur un Sontarien appelé Strom. Cette idée fut abandonnée, mais l'idée de Strom a été « recyclée » dans le personnage de Strax, qui apparaît pour la première fois dans La Retraite du Démon en 2011.